# Parastagmatoptera vitreola
Parastagmatoptera vitreola är en bönsyrseart som beskrevs av Carl Stål 1877. Parastagmatoptera vitreola ingår i släktet Parastagmatoptera och familjen Mantidae. Inga underarter finns listade i Catalogue of Life.